# Spuistraat 53 (Amsterdam)
Spuistraat 53 is een gebouw in Amsterdam-Centrum.

## Gebouw
Volgens de jaarstenen met festoenen in de gevel dateert het gebouw uit 1633 (Anno 1633). Het werd gebouwd aan de oostelijke kade van de Nieuwezijds Achterburgwal. Het heeft dan ook het uiterlijk van een woonhuis beneden (beletage/eerste verdieping) met pakhuis boven (tweede verdieping/zolder). Al sinds die 17e eeuw was het bekend als het gebouw met de gevelsteen Int Vlygende Kalf. Die gevelsteen is samen met de cartouches van jaarstenen verwerkt in een fries op de hoogte van de vloer tussen begane grond en eerste etage. Behalve de aanduiding met gevelsteen werd het gedurende het huisnummerloze tijdperk ook aangeduid als “het tweede gebouw bezuiden de Korte Lijnbaanssteeg” (en dat is het ook in de 21e eeuw nog). Bij de demping van de Nieuwezijds Achterburgwal in 1873 kreeg het een nieuw adres: Spuistraat 53. Het gebouw had in die tijd een souterrain, een centrale toegang met opstap voor de onderste etages en een aparte opgang rechts in de gevel voor de bovenetages. Het gebouw kwam in 1933 voor op de lijst te bewaren gebouwen van de rijksmonumentenzorg. Het zag er in 1938 ook nog goed uit. Vlak daarna, wellicht door grondige verbouw van nummer 55-57, ging de toestand snel achteruit. In 1939/1940 bevond het gebouw zich in zodanig slechte toestand dat de voorgevel met stutbalken en –beren overeind moest worden gehouden. De eigenaar had onvoldoende financiële middelen het zelf op te knappen, maar gedurende 1940/1941, dus tijdens de Tweede Wereldoorlog werd de gehele voorgevel verwijderd en werd er een nieuwe opgemetseld, waarin ook de stenen weer terugkwamen. De vermelding op genoemde lijst van monumentenzorg voorkwam waarschijnlijk de sloop. De ingang naar de benedenetages kwam links en die naar de bovenetages rechts met de etalageruiten daartussen.

Het gebouw werd op 6 oktober 1970 opgenomen in het monumentenregister onder rijksmonument 5579. De omschrijving is summier: 
Pand met trapgevel, versierd in de trant met grote boogblokken en met een gevelsteen, (1633)
. 

## Gevelsteen
In de 17e eeuw was het gebouw eigendom en in gebruik bij de familie Kalf, die het begin 18e eeuw verkochten (register Amsterdam Kwijtscheldingen). Op de gevelsteen met onderschrift Int Vlygende Kalf staat echter een gevleugeld paard afgebeeld. Rond het paard zijn samengebonden rollen stof te zien.  Het gevleugelde paard is verguld, net als de bindingen rondom de stoffen. 
Morbide is dat het gebouw gedurende meerdere jaren opgesierd werd met een bord "Pijnloos afmaken van huisdieren", terwijl er een pension voor huisdieren was gevestigd. 

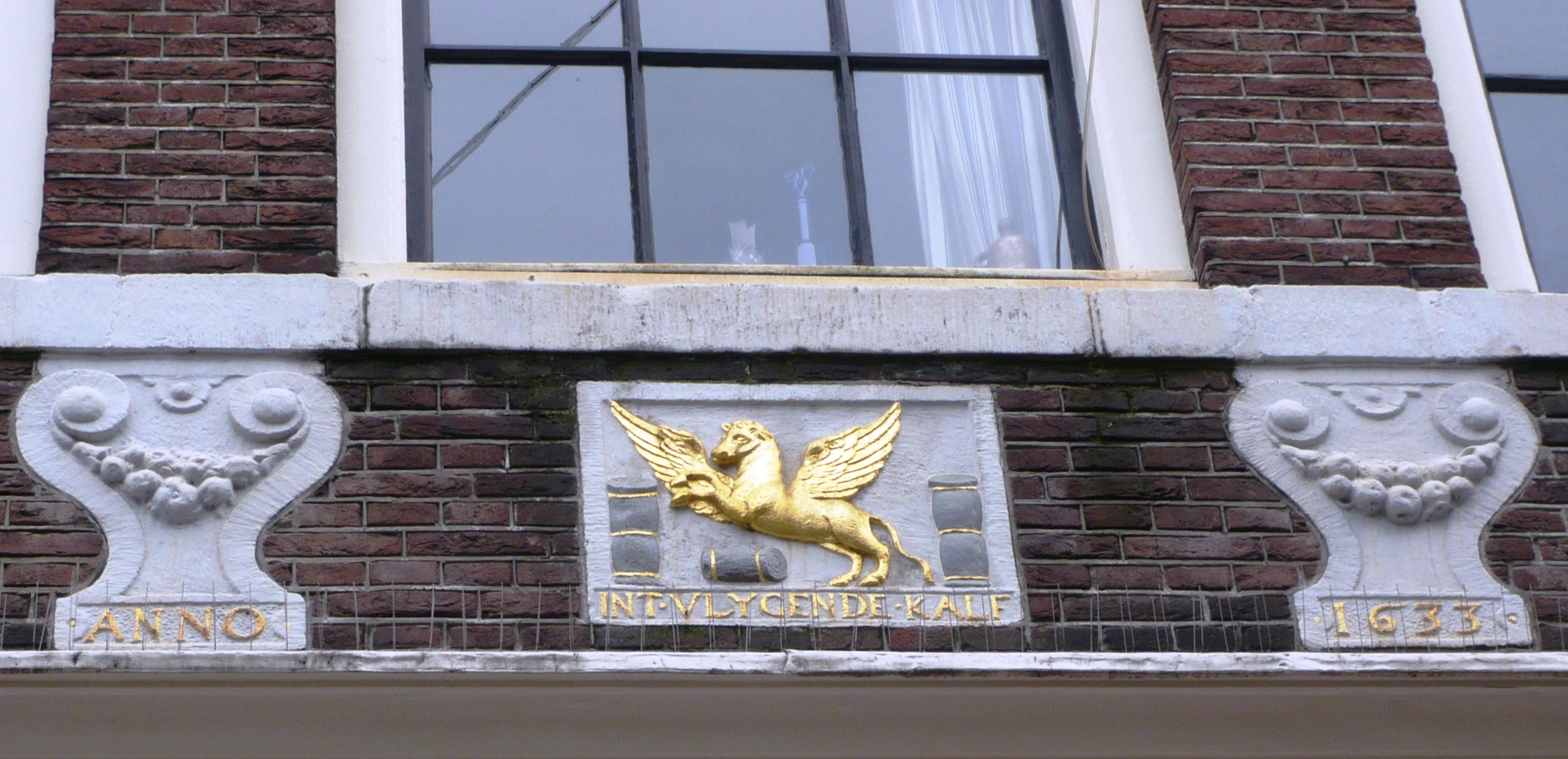
Spuistraat 53; gevelstenen (september 2011)

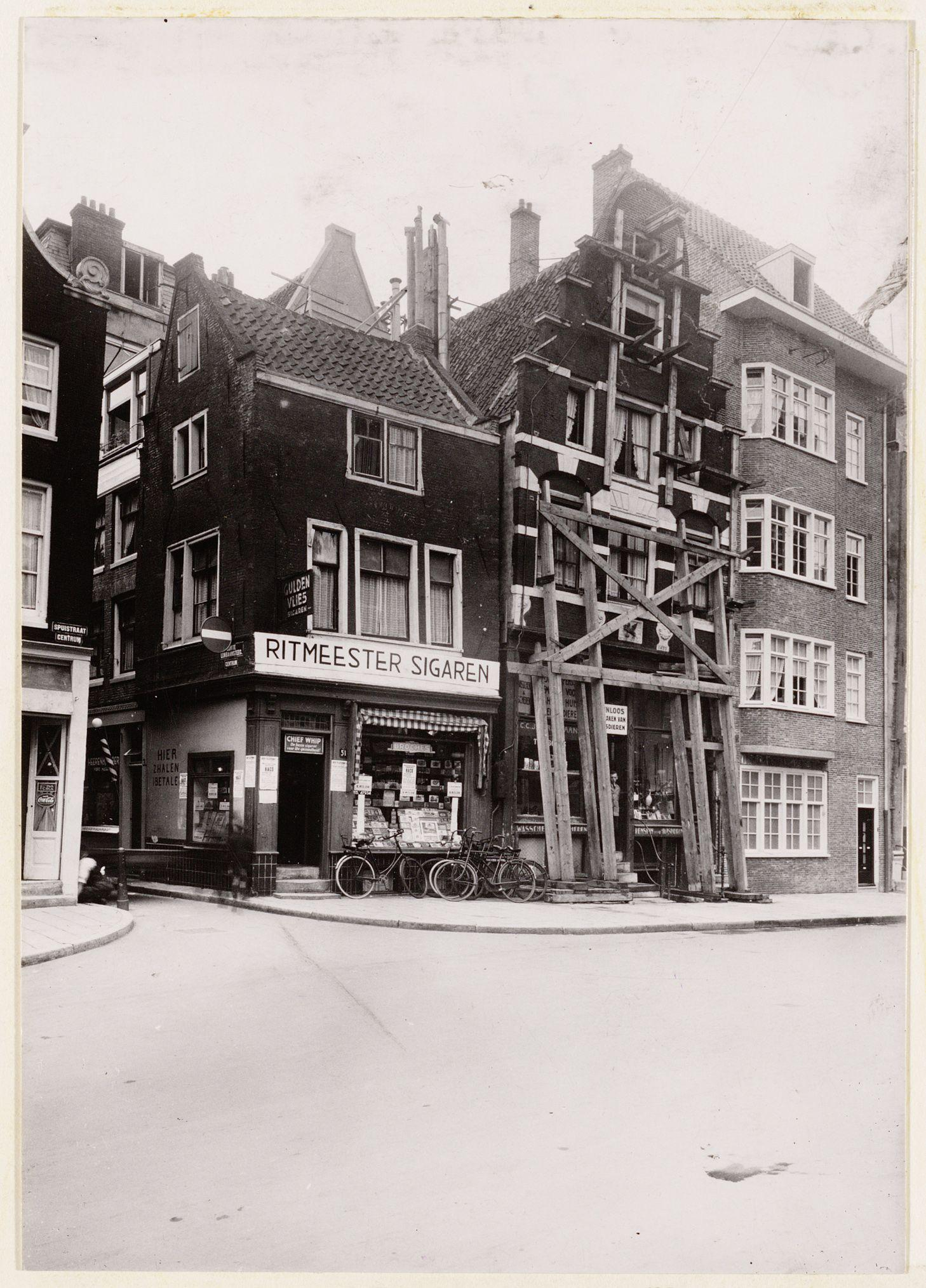
Spuistraat 51 en 53 met nieuwbouw 57 in augustus 1940